# André Campana (athlétisme)
Cet article concerne l'athlète. Pour le journaliste et réalisateur, voir André Campana. Pour les homonymes, voir Campana.
André Campana, né le 21 mai 1886 à Paris et mort le 12 novembre 1931 à Paris, est un athlète français, spécialiste du saut en longueur.

## Biographie
François Laurent Joseph André Campana est le fils de Jean Campana, agent des postes, et de Marie Béatrix Céleste Doinet.
Il remporte son premier titre de Champion de France en 1906, en remportant le saut en longueur.
En 1912, il prend part aux épreuves d'athlétisme des Jeux olympiques de Stockholm, où il termine à la 16e place.
Il exerce le métier de professeur de gymnastique quand il épouse Louise Marie Célestine Piques en 1914. Le couple divorcera en 1921.
Il épouse en secondes noces Marie Jouhanet. Il est monteur électricien. Il vit à son domicile parisien de la Rue du Roule.
Il est mort à l'âge de 45 ans, en novembre 1931.

### Palmarès
- Championnats de France d'athlétisme :
  - vainqueur du saut en longueur en 1906, 1912, 1913 et 1914